# Чемпіонат Великої Британії зі снукеру 2023
Чемпіонат Великої Британії 2023 (офіційно 2023 MrQ UK Championship) — професійний турнір зі снукеру, що відбувся з 25 листопада по 3 грудня в Барбікан-центрі у Йорку, Англія. 47-й розіграш Чемпіонату Великої Британії зі снукеру зі 1977 року, 8-ма рейтингова подія в сезоні 2023—2024, після Міжнародного чемпіонату та перед Snooker Shoot Out, перший у турнірі Потрійної корони, перед Мастерс та Чемпіонатом світу. Організовує World Snooker Tour, спонсорує онлайн-казино MrQ. Транслювався турнір на BBC для Сполученого Королівства, та Discovery+ і Eurosport для Європи та інші мовники в усьому світі. Переможець отримав £250 000 із загального призового фонду £1 205 000.
У турнірі взяли участь 32 гравці: 16 найкращих за світовим рейтингом та 16, що пройшли кваліфікацію. Відбірковий етап відбувся 18—23 листопада. У ньому брали участь 128 гравців. Поєдинки проходили в «Морнінгсайд Арені», Лестер. Чинний чемпіон Марк Аллен переміг 10:7 Діна Цзюньхуея у фіналі турніру 2022 року, але програв 5:6 у першому поєдинку. Першим гравцем, який виграв 100 матчів на турнірі, став Ронні О'Салліван, перемігши Чжоу Юелуна у чвертьфіналі. Фінал відбувся 3 грудня. Ронні О'Салліван переміг 10:7 Діна Цзюньхуея. Він виграв рекордний восьмий титул Великої Британії, а також 22-й Потрійної корони та 40-й рейтинговий. О'Салліван виграв свій перший титул 1988 року в 17 років і 358 днів, а восьмий у 47 років і 363 дня. Таким чином він став водночас наймолодшим і найстаршим переможцем чемпіонату Великої Британії.
В основної стадії загалом виконали 63 сотенних серій, а у відбіркових — 80. Найбільше очок у максимальному брейку набрав Сюй Сі в матчі другого раунду кваліфікації проти Ма Хайлунга. Джадд Трамп зробив свій 950-й сенчурі-брейк у професійних змаганнях і зафіксував свою 1000-ну професійну перемогу. Дін Цзюньхуей і Марк Вільямс набрали рекордні 195 очок у восьмому фреймі чвертьфінального матчу, побивши попередній професійний рекорд у 192 очки, встановлений Пітером Лайнзом і Домініком Дейлом під час відбіркового турніру Wuxi Classic 2012.

## Формат
Чемпіонат Великої Британії зі снукеру відбувся з 25 листопада по 3 грудня в Йоркському Барбікан-центрі, Англія. Восьма рейтингова подія та перше змагання Потрійної корони в снукерському сезоні 2023—2024. Із 1977 року 47-й професійний розіграш Сполученого Королівства. У перших семи чемпіонатах брати участь могли лише громадяни Великої Британії. Із 1984 року турнір став рейтинговою подією та відкритим для гравців усіх національностей.

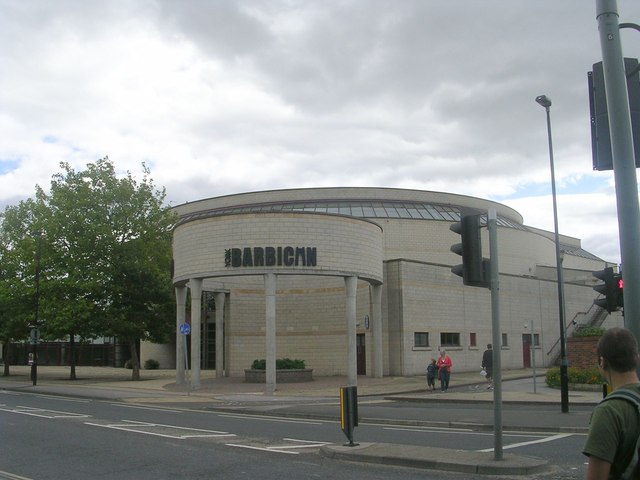
Барбікан-центр (Йорк) у Йорку, де відбулося змагання.

Із 2022 року змагання відбувалося у форматі подібному до Чемпіонату світу. У турнірі брали участь 32 гравці.16 найкращих за світовим рейтингом відсіяні до 1/16 фіналу. За інші 16 місць боролися у кваліфікаційних раундах 128 гравців — професіонали нижче топ-16, провідні гравці-аматори з Q Tour та інших аматорських змагань, та найкращі юніори Великої Британії. Чотири відбіркові раунди відбулися 18—23 листопада в «Морнінгсайд Арені» в Лестері. 23 листопада відбулося жеребкування, де випадковим чином визначили пари між 16 гравців, що пройшли кваліфікацію, проти 16 найкращих.
Усі матчі грали до 11 фрейму, фінал — до 19-го. Чинним чемпіоном є північноірландець Марк Аллен. Він минулого року здобув уперше цей титул, обігравши у фіналі (10:7) китайця Діна Цзюньхуея.

### Мовники та глядачі
Відбіркові матчі транслювали Discovery+ та Eurosport у Європі (також і у Великій Британії та Ірландії); Migu, Youku та Huya в КНР; Matchroom.live в інших країнах. 4-й раунд кваліфікації під назвою «Судний день» також транслювався на сторінках World Snooker Tour в YouTube і Facebook.
Основні етапи транслювали BBC у Великій Британії; Discovery+ і Eurosport в Європі (також і у Великій Британії та Ірландії); CCTV-5, Migu, Youku та Huya в КНР; DAZN у США та Бразилії; Now TV у Гонконгу; Astro SuperSport у Малайзії та Брунеї; TrueVisions у Таїланді; Sportcast у Тайвані; Premier Sports Network у Філіппінах; Fastsports у Пакистані; Matchroom.live в інших країнах.
Під час фіналу зафіксований пік глядачів у 2,6 мільйонів на BBC, що на 59 % більше за минулорічний. Загалом турнір дивилися на BBC та UK Eurosport 14,3 млн британців, що на 35 % більше за 2022 рік. Кожна сесія, що транслювалася на BBC, досягла показників глядацької аудиторії, які були або еквівалентними, або перевищували минулорічні показники.

### Призовий фонд
Загальний призовий фонд становив 1 205 000 фунтів стерлінгів, із яких отримав 250 000. Спонсором виступило онлайн-казино MrQ. Призовий фонд між гравцями розподілений: 
- Переможець: £250000
- Фіналіст: £100000
- Півфіналісти: £50000
- Чвертьфіналісти: £25000
- 16 найкращих: £15000
- 32 найкращих: £10000
- 48 найкращих: £7500
- 80 найкращих: £5000
- 112 найкращих: £2500
- Найбільший Шаблон:Cuegloss: £15000[a]

## Відбірковий етап

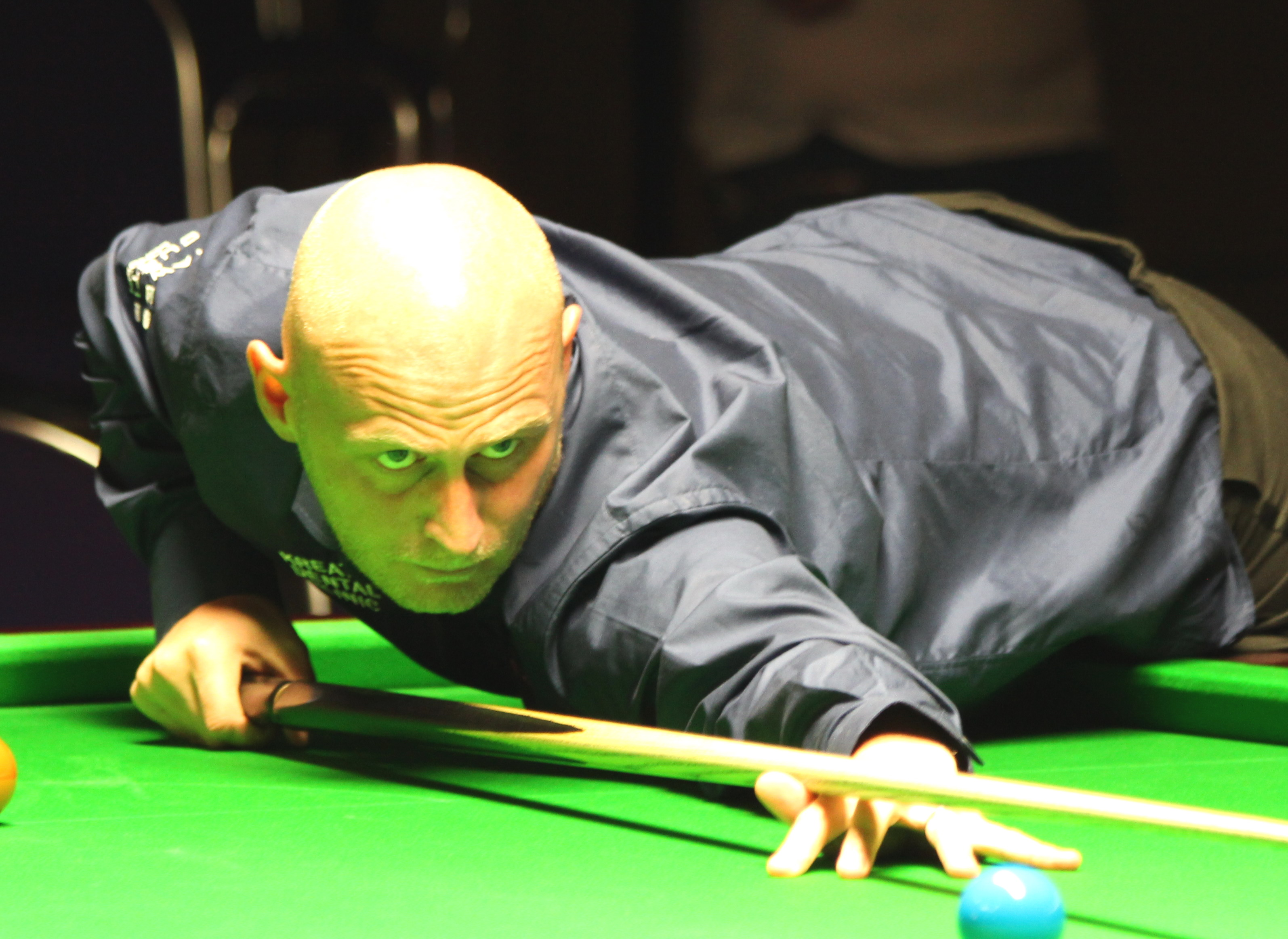
Крейг Стедман (на фото) був найуспішнішим гравцем-аматором у кваліфікації. У четвертому раунді він програв Пан Цзюньсю з –

Відбірковий етап грали з 18 по 23 листопада в «Морнінгсайд Арені» в Лестері. У першому раунді колишня чемпіонка світу серед жінок Мінк Нучарут обіграла 96-ту сіяну Адам Даффі з рахунком 6 — , але зазнала поразки від 65-ї сіяної Майкл Уайт у deciding frame у другому раунді. Сюй Сі переміг співвітчизника Ма Хайлона з рахунком 6 — у другому раунді, зробивши свій перший в кар'єрі максимальний брейк у другому фреймі. Шість сіяних у топ-32 зазнали поразки в третьому раунді. 19-й сіяний Райан Дей був переможений 78-м сіяним Лукасом Клекерсом з — 20-й сіяний Гарі Вілсон програв — 77 му сіяному Заку Гаріті . 22-й сіяний Кріс Вейкелін був побитий 75-м сіяним Кеном Доерті з — 23-й сіяний Стюарт Бінгем був побитий 74-м сіяним Девідом Ліллі з — 31-й номер посіву Джиммі Робертсон програв гравцю-любителю Крейгу Стедману з — 32-й сіяний Сі Цзяхуй був побитий Майклом Уайтом з рахунком 5 — . Стедман провів найкращий результат з усіх аматорів і несіяних гравців у кваліфікації, дійшовши до четвертого раунду, перш ніж програти 2 — 34-му сіяному Пан Цзюньсю .
Ще четверо топ-32 гравців програли в четвертому й останньому раунді кваліфікації. 25-й сіяний Рікі Уолден був побитий 3 — 40-м сіяним Тепчайя Ун-Ну . 27-й сіяний Стівен Магуайр був побитий 3 — 38-м сіяним Джо О'Коннором . Девід Гілберт, 28-й номер посіву, був побитий з рахунком 5 — 60-м сіяним Джеймі Кларк . 30-й сіяний Джо Перрі був побитий 62-м сіяним Марком Джойсом з –
Триразовий переможець Дін Цзюньхуей, який посів друге місце на змаганнях минулого року, кваліфікувався до основної стадії, перемігши Деніела Уеллса 6 — та Роббі Вільямса 6 –

## Перший раунд

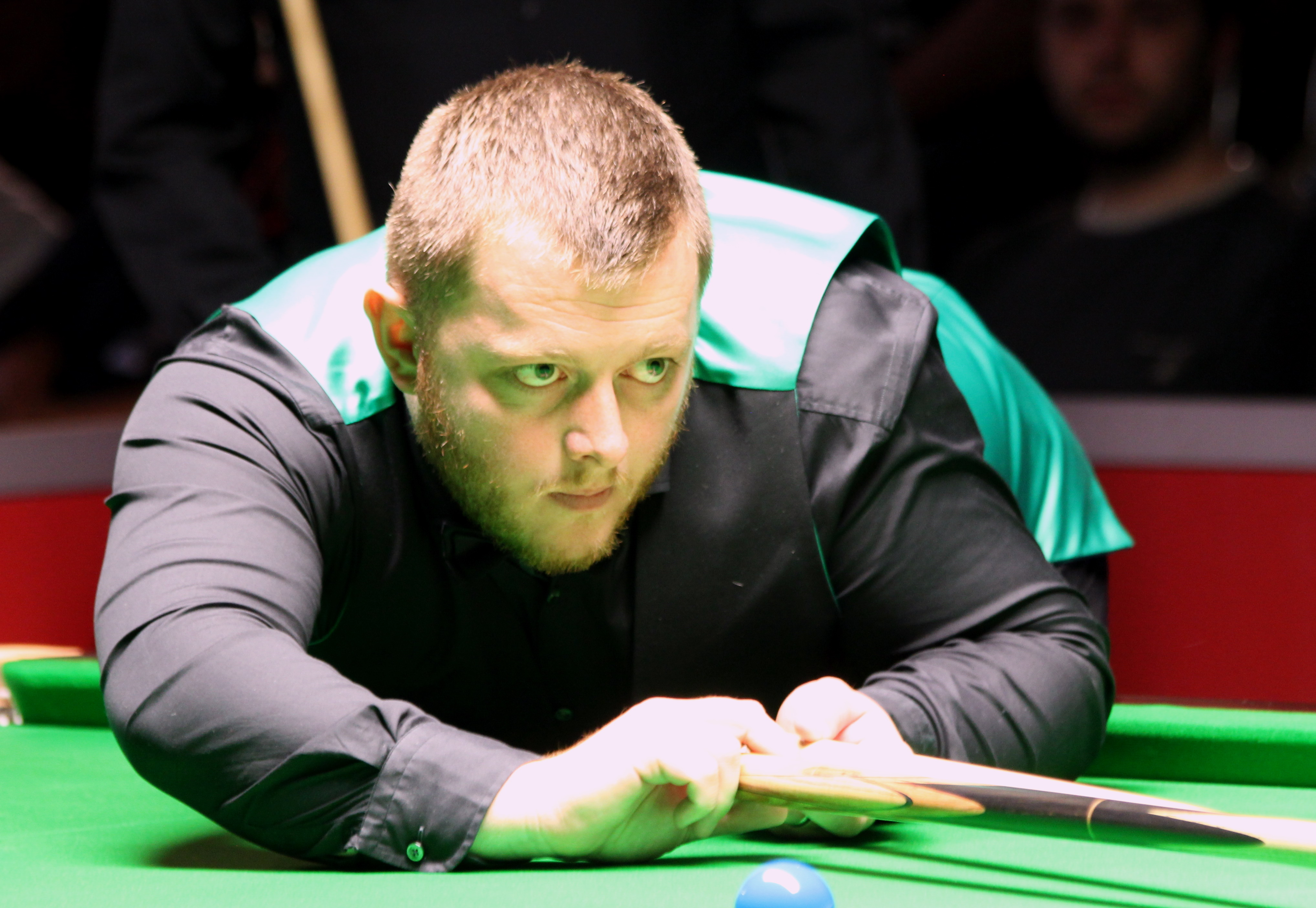
Чинний чемпіон Марк Аллен (на фото) програв Дін Цзюньхуею з рахунком 5:6 у першому раунді.

Перший раунд відбувся 25—28 листопада. Першого дня Дін Цзюньхуей зіграв зі чинним чемпіон Марком Алленом, повторивши минулорічний фінал. У середині сесії вони зрівняли рахунок до 2:2. Потім Аллен почав домінувати, зробивши переможні брейки в 106 та 60. Проте Дін виграв три фрейми поспіль, а Аллен лише десятий із брейком 70. У вирішальному Аллен вів зі 37 очками, однак Дін зробив сенчурі-брейк у 102 та переміг з рахунком 6:5. Напередодні матчу переможець зазначав щодо свого поганого самопочуття: «Я відвідав лікаря та прийняв кілька таблеток. Я відчував сьогодні вранці, що не витримаю і, можливо, не зможу грати. Перед матчем мені покращало. Я вже міркував, що мені, можливо, доведеться програти».
Марк Вільямс переміг Фан Чженгі з рахунком 6:4. Джеймі Кларка поступався з рахунком 1‍:5 Кайрену Вілсону, проте виграв матч, зробивши п'ять фреймів поспіль, а в останньому навіть сенчурі-брейк із 104 очками. Ноппон Саенгхам також домінував 5‍:1 над Томом Фордом, виконавши сотенну серію тричі — 126, 100 та 127. Але Форд виграв наступні п'ять фреймів, здобувши перемогу з рахунком 6‍:5, у восьмому зробив брейк аж у 130 очок.
26 листопада чинний чемпіон світу Лука Бресель переміг Юань Сіцзюня з рахунком 6:4. Чжан Анда пропустив 13-й червоний, коли намагався зробити максимальний брейк у другому фреймі в матчі проти Елліота Слессора. У вирішальному Чжан все-таки переміг із рахунком 6:5. Їх вечірню сесію призупинили на годину через займання в приміщення та евакуацію з будівлі. Шон Мерфі удруге зіграв із Хоссейном Вафаєм, після зустрічі в Shoot Out 2023. До рахунку 2:2 змагалися нарівно, але після перерви Вафай почав переважати опонента й виконав три брейка в 100, 71 та 67 очок, вигравши з рахунком 6:4. Меттью Солт домінував над Алі Картером, зробивши дві сотенні серії в 111 і 102 та перемігши в 6:4.

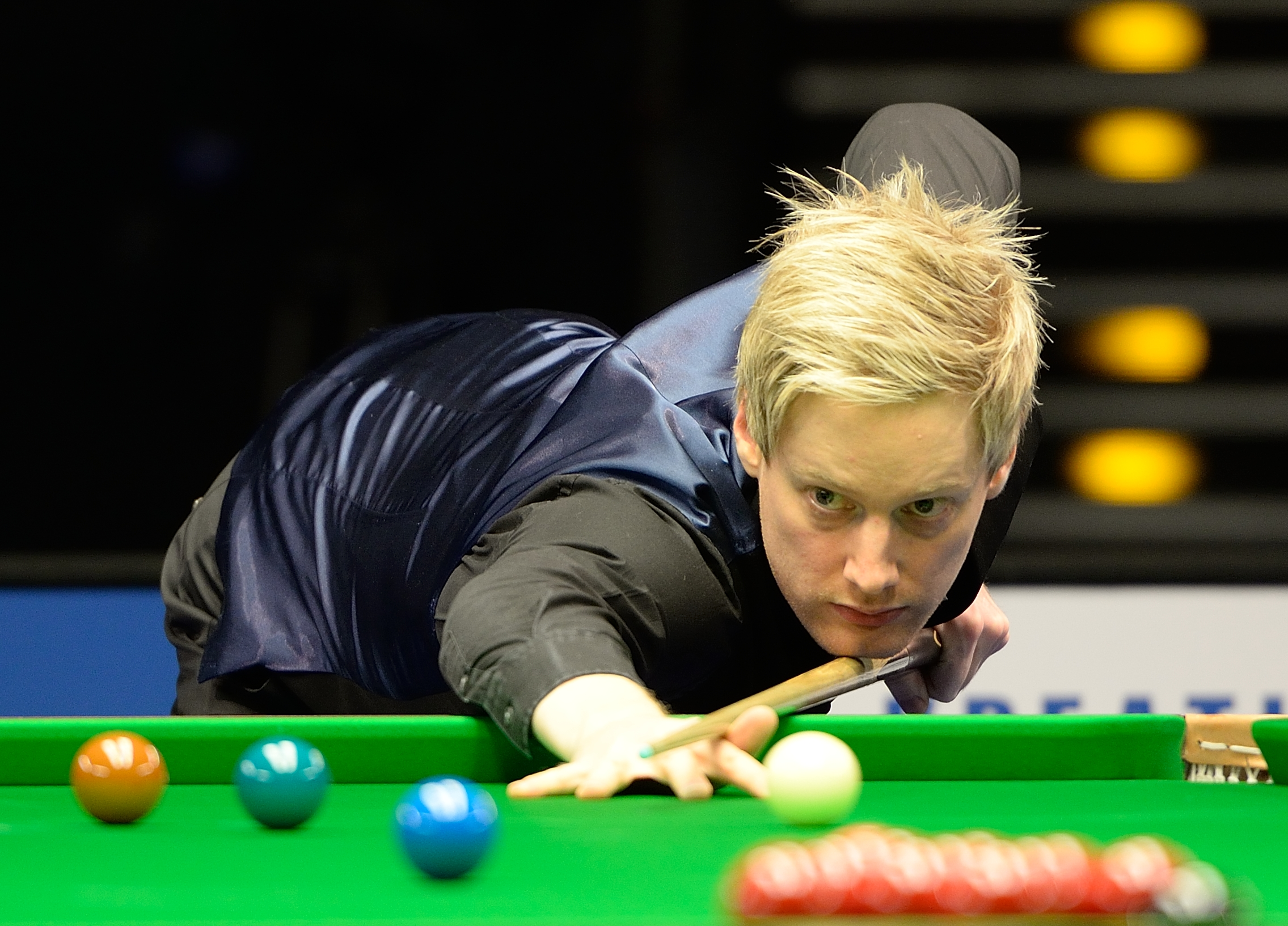
Триразовий чемпіон Сполученого Королівства Ніл Робертсон (на фото) програв Чжоу Юелонгу з — першому раунді. Це перервало його переможну серію щонайменше в одному професійному турнірі кожного календарного року з 2006 року.

27 листопада Джадд Трамп розгромив у 6:1 Пан Цзюньсю. Це була їх перша професійна зустріч. Трамп виконав сенчурі-брейки в 114 і 124 очок у першому та четвертому фреймах. Після матчу він сказав: «Я граю добре. Я відчував, що я або дивовижний, або жахливий гравець, і я відчував, що якщо я зможу пройти через перші два раунди, то мене ніщо не зупинить. Досить рідко я програю в пів- чи чвертьфіналі». Бен Вулластон розпочав перший фрейм зі сенчурі-брейка в 100 очок проти Баррі Гокінса. Він вів до рахунку 3:1. Потім ініціативу перейняв Гокінс і виграв наступні п'ять з шести фреймів, та матч у 6:4. Марк Селбі вчисту (6:0) переміг Марка Джойса. У поєдинку проти Джеймі Джонса Джек Лісовскі розпочав із брейку в 86 у першому фрейму та виграв другий в ріспотед-брейці. Однак Джонс зміг зрівняти до 4:4, а потім виграти двічі та перемогти з рахунком 6:4.
28 листопада семиразовий чемпіон Ронні О'Салліван програв перші два фрейми проти Ентоні Макгілла, проте потім виграв шість раз поспіль і переміг 6:2. Джон Гіггінс виграв 6:3 у Джо О'Коннора, виконавши брейк зі 122 очками у восьмій партії. Чжоу Юелун випередив Ніла Робертсона двома брейками по 80 і 134 очок. Хоч Робертсон зрівняв рахунок та вийшов уперед клівренсом у 135 в четвертій партії, але Чжоу взяв чотири фрейми поспіль з брейками в 67, 99, 136 і 74 очок та виграв у 6:2. Поразка перервала Робертсону переможну серію, у якій він вигравав принаймні один професійний турнір кожного календарного року з 2006 року. Тепчайя Ун-Ну трьома брейками в 93, 127 і 85 очок випередив (3:1) Роберта Мілкінса. Але проґавив останній червоний, коли намагався виконати максимальний брейк у п'ятому фреймі. Мілкінс виграв поєдинок у вирішальному фреймі, після двох брейків у 99 та 121 очок.

## Другий раунд

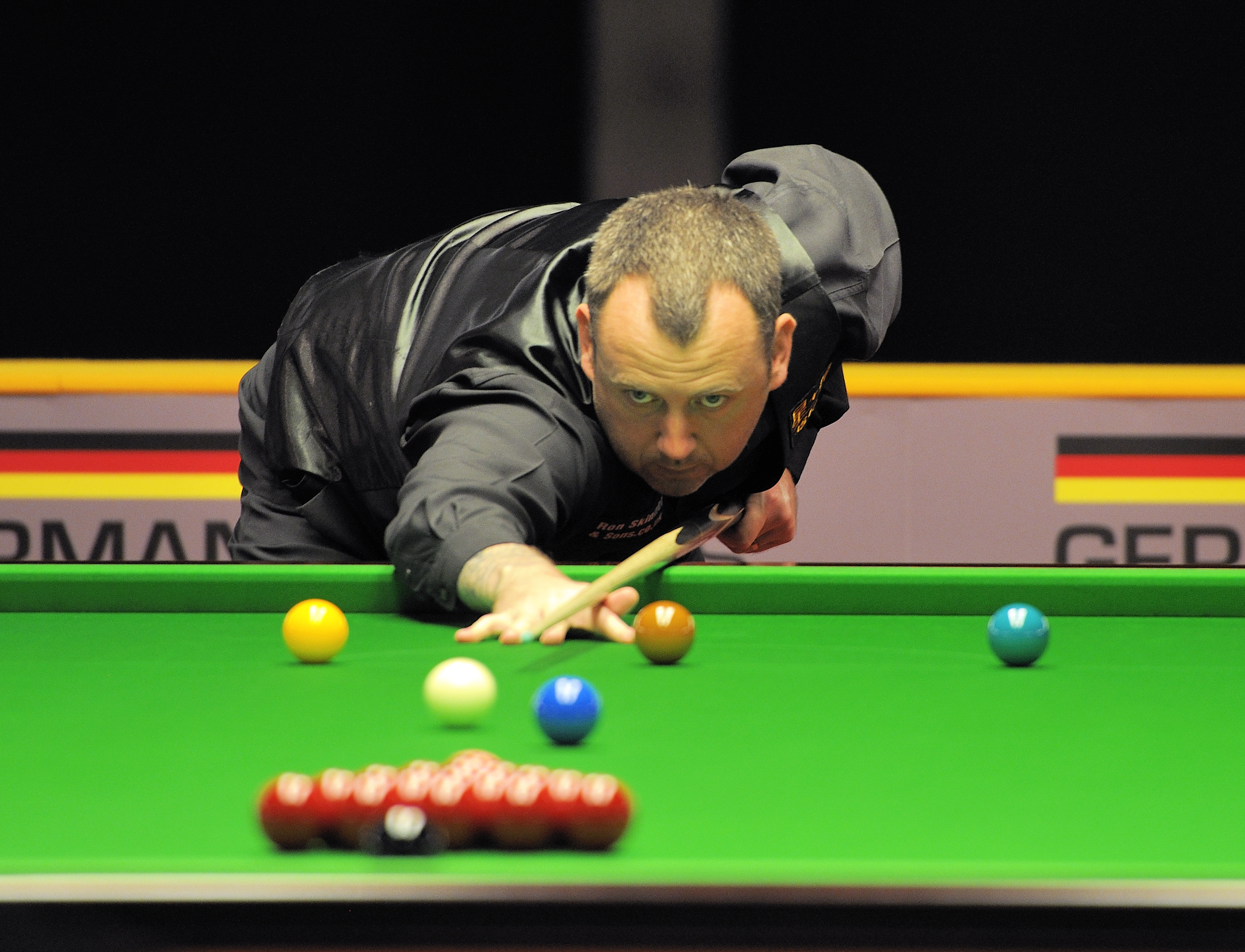
Марк Вільямс (на фото) зробив три -брейки, перемігши Джеймі Кларка —.

Другий раунд проходив 29 та 30 листопада. У післяобідній сесії 29 листопада Трамп вчисту (6:0) виграв у Джонса 6, зробивши брейк у 100 у першому фреймі, 950-е століття його професійної кар'єри. Дін двома сенчурі (126 і 110) випередив Форда. Він зрівняв рахунок (2:2), відповівши двома брейками (118 і 96). Проте Дін взяв три з останніх чотирьох фреймів та виграв з рахунком 6:3.
Увечері Вільямс зіграв із Кларком матч-реванш їх зустрічі першого раунду минулорічного турніру. Спочатку Кларк виграв перші дві партій з брейком 128 очок у другій, але Вільямс поспіль п'ять раз обіграв його, зі сотенною серією в 138 та 107 очок у третьому та сьомому фреймі. Кларк виграв восьму та дев'яту партії, але Вільямс зробив сенчурі-брейк у 100 очок у десятій та переміг (6:4). Селбі вигравав (3:1) у Говкінса зі сотенними серіями (142 та 101) у першому та четвертому фремах. Говкінс зміг зрівняти рахунок до 5:5. Вирішальна партія тривала майже годину. Говкінс не зміг загнати синій шар у лузу, і Селбі виграв матч у :5.
У післяобідній сесії 30 листопада О'Салліван програв перші дві партії Мілкінсу, але виграв чотири поспіль зі сотенною серією у 142 в п'ятій та лідирував із рахунком 4:2. Мілкінс хоч і зрівняв до 5:5, але О'Салліван виграв вирішальний фрейм та переміг (6:5). О'Салліван був незадоволений своєю формою, прокоментувавши: «Мені довелося якось вириватися з цього… Не було потоку, я неправильно вимірював удари, я різав м'ячі». Чжоу домінував (4:1) над триразовим чемпіоном Гіггінсом. У сьомій та восьмій партії Гіггінс зменшив перевагу з Чжоу до 4:3, який потім виграв восьмий. Під час дев'ятого фрейму Гіггінса відволікло світло в телестудії. Він поскаржився рефері Тетяні Вулластон та покинув арену серед гри. Після затримки Чжоу виграв партію та матч із рахунком 6:3.
Увечері Вафай зробив три сенчурі-брейки 132, 133 і 121 очок та переміг Селта в 6:1. Бресел і Чжан зрівнювалися двічі (2:2 та 4:4). Але потім Чжан двома брейками в 124 і 68 очок переміг із рахунком 6:4.

## Чвертьфінал

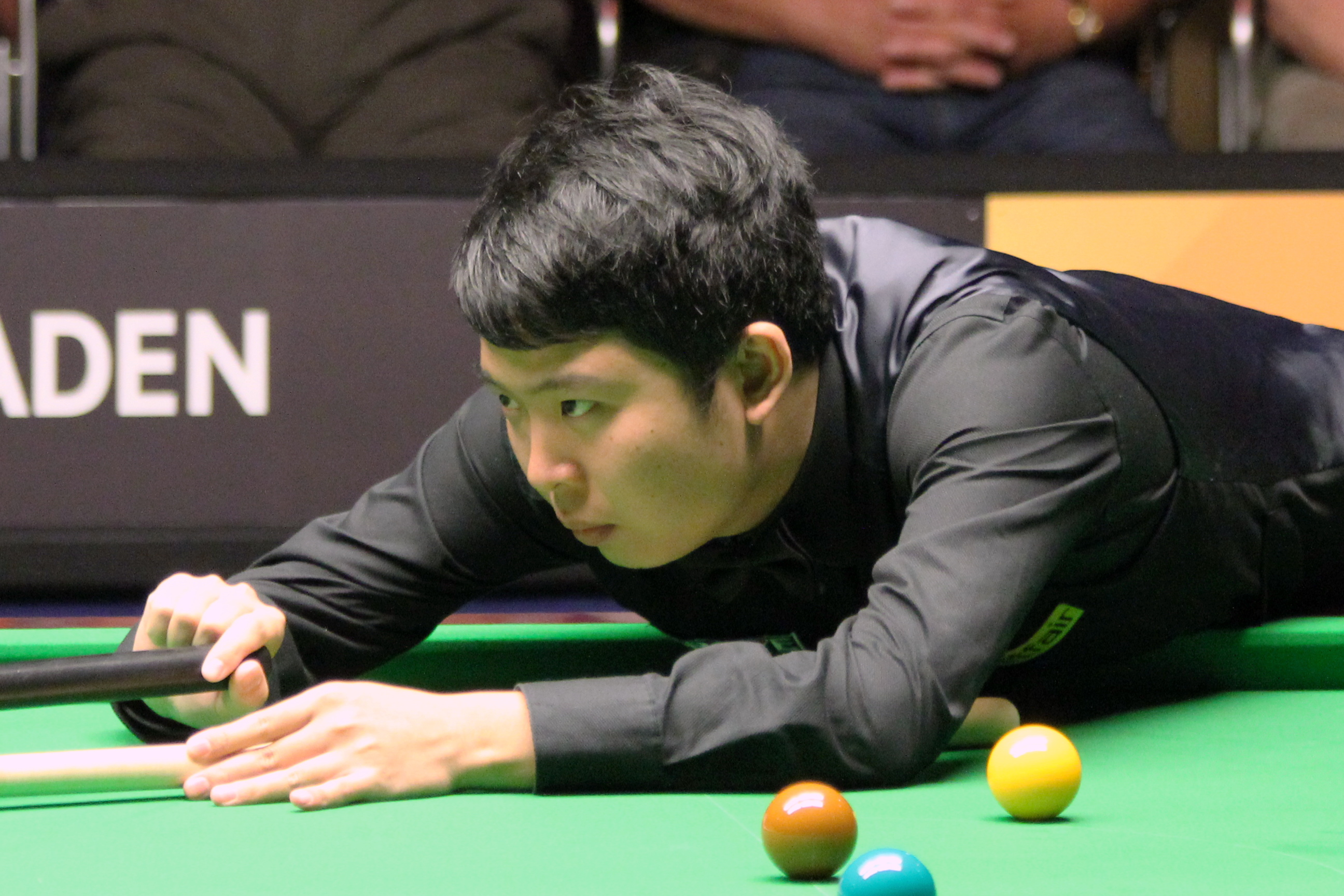
Чжан Анда (на фото) дійшов до свого першого чвертьфіналу у Великій Британії, але програв Хоссейну Вафаеї з —.

Чвертьфінали відбулися 1 грудня. О'Салліван після сенчурі-брейка в 125 очок у першій партії проти Чжоу вів 4:1. Потім Чжоу виграв чотири рази поспіль і випередив опонента (5:4). Але О'Салліван у вирішальній партії з брейком у 122 здолав із рахунком 6:5. Переможець став першим гравцем, який виграв 100 матчів у чемпіонаті Великої Британії.
Чжан розпочав матч зі брейку в 97 проти Вафаеї, який зрівняв рахунок двома сотенними серіями (120 та 101) до 2:2, а потім зміг виграти з рахунком 6:4. Опісля переможець сказав, що не знав, що дало йому впевненості виграти матч: «Я такий щасливий, що залишаюся в турнірі».
Трамп виконав 50-ту сотенну серію в сезоні, почавши сесію з неї проти Селбі. Потім виграв поспіль чотири партій (4:0). Наступні три вже виборов Селбі, але Трамп переміг у дев'ятій та завершив матч з рахунком 6:3 на його користь. Його перемога стала 1000-ю в кар'єрі. Після перемоги у трьох змаганнях поспіль він сказав: «Це був блискучий сезон, але поки ви не продемонструєте себе на цих дійсно великих змаганнях, про вас легко забудуть. Ви хочете виступати на великій сцені як якомога більше».
Дінг програв перші два фрейми проти Вільямса. Але опонент зрівняв рахунок двома брейками в 95 і 127 (2:2). Він також у восьмій партії встановив новий професійний рекорд за кількістю очок, набраних в одній партії. Як тільки обидва гравці накопичили штрафні очки у боротьбі захисних ударів, Вільямс виграв фрейм 101:94, загально набравши 195 очок. Попередній рекорд становив 192 та встановлений Пітером Лайнсом і Домініком Дейлом у вибіркових матчах Wuxi Classic 2012. Вільямс перемагав 5:4, однак Дінг двома брейками в 85 та 105 виборов перемогу у 6:5.

## Півфінал
Півфінали пройшли 2 грудня. У післяобідній сесії семиразовий чемпіон О'Салліван грав з Вафаєм, який змагався за свій перший півфінал Потрійної корони. Спочатку лідирував О'Салліван, зробивши два брейки по 113 та 54 очок. Потім Вафайзробив брейк 112 у третьому фреймі та виграв четвертий, зрівнявши поєдинок до 2:2. О'Салліван же переміг у наступних чотирьох партіях та виграв матч із рахунком 6:2. Після поразки Вафаї сказав: «Перед моїм героєм у мене немає такого серця, як у інших людей. Я почувався зовсім по-іншому. Це був хороший матч, і тільки одна людина могла мене зупинити, Ронні О' Салліван».
У вечірній сесії триразовий переможець Дін протистояв чемпіону 2011 року Трампу. Їх боротьба була рівною — 2:2, 3:3, 4:4. У дев'ятій партії Трамп не закинув червоний у лузу й Дін завершив брейком у 88 очок. У десятому фреймі Дін помилився зі захисним ударом. Трамп не реалізував цей шанс та не зміг відправили червоний до середньої лузи. Дін переміг поєдинок у 6:4. Він прокоментував: «У мене є відчуття тут [у Йорку], що я можу добре грати. Це почалося в 2005 році [чемпіонат Великої Британії] . Я радий бачити, як повертаюся до такої форми. Зазвичай я не б'юся так у важкому матчі».

## Фінал

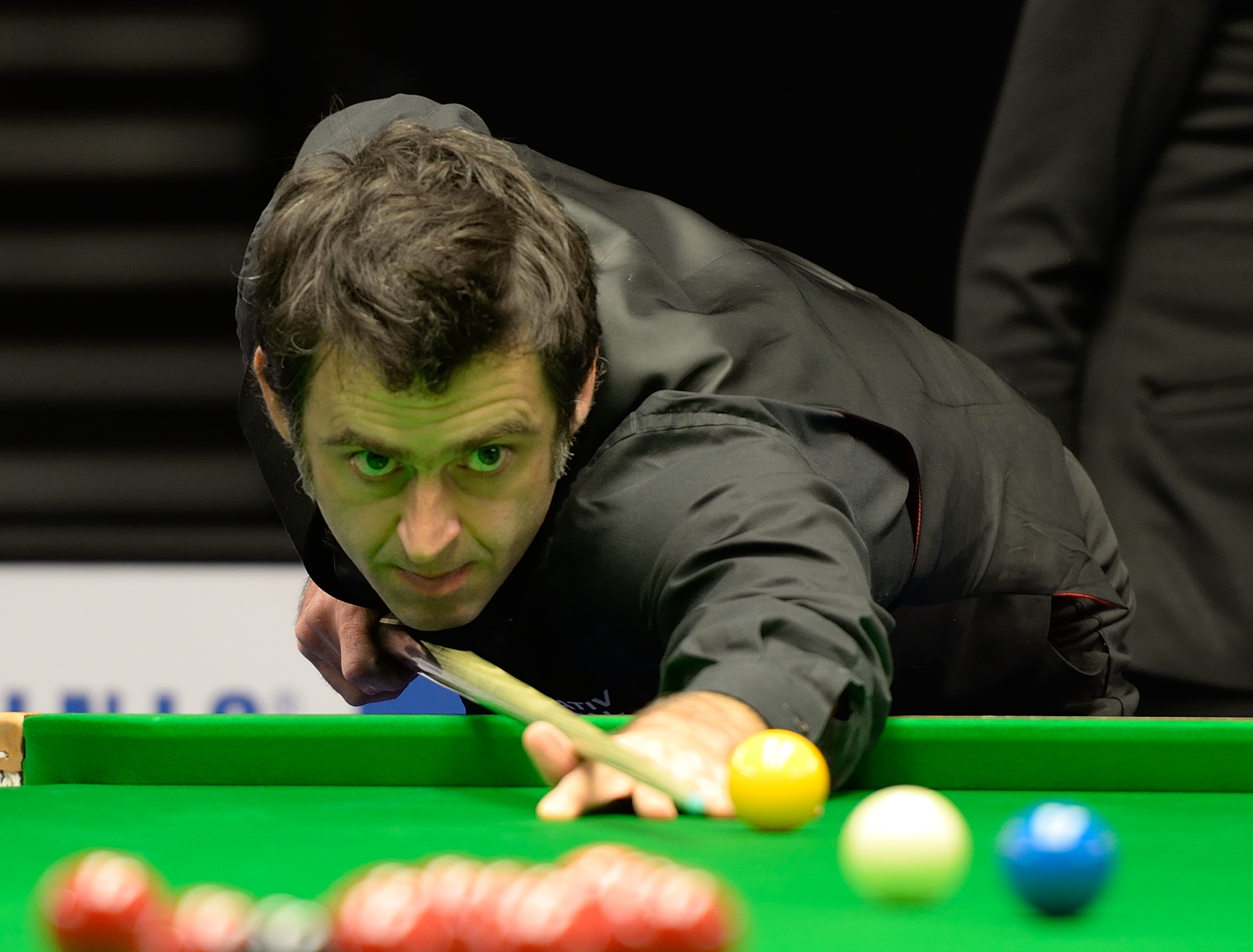
Ронні О'Салліван (на фото) виграв рекордний восьмий титул чемпіона Великобританії, перемігши Діна Цзюньхуя з рахунком 10 —. Це був 22-й титул Потрійної корони та 40-й рейтинговий титул у його кар'єрі.

Під керівництвом рефері Роба Спенсера фінал із 19 партіями упродовж двох сесії 3 грудня. Для О'Саллівана це був дев'ятий фінал Чемпіоната Великої Британії з яких виграв вісім, а для Діна — п'ятий та три відповідно. О'Салліван виграв перші три фрейми з брейками 71, 71 і 91 очок. Дін переміг у четвертому з брейком у 89. О'Салліван виграв наступний та лідирував у поєдинку 4:1. Проте Дін виграв підряд наступні, зробивши сотенну серію (114) в сьомій партії, та зрівняв рахунок до 4:4.
У вечірній сесії О'Салліван розпочав з брейків у 84, 87 та 79 очок, та вийшов уперед (7:5). Дін зміг знов зрівняти рахунок до 7:7, зробивши сенчурі-брейк у 14-му фреймі. Потім О'Салліван виграв три поспіль фрейми з брейками в 100, 74 і 129 очок, та переміг поєдинок з рахунком 10:7. Він виграв рекордний восьмий титул Великої Британії. Це була 40-а перемога О'Саллівана в рейтингу та 22-й титул володаря Потрійної корони. У віці 47 років і 363 днів він став найстарішим переможцем Чемпіонату Великої Британії. Він залишається наймолодшим переможцем турніру, вперше вигравши титул у Чемпіонаті Великобританії 1993, коли йому було 17 років і 358 днів. О'Салліван зберіг першу позицію у світі після події, тоді як Дінг знову увійшов до топ-16 у світовому рейтингу та кваліфікувався на Masters 2024. Після матчу О'Салліван сказав: «Я завжди знущаюся з-за віку. Я постійно думаю, що в якийсь момент ти повинен перестати вигравати, але у мене все добре, і я буду продовжувати, поки колеса не відпадуть.» Дін сказав: «Я знаю, що проти Ронні буде дуже важко. Мені подобається грати так. Це дуже круто».

## Сітка турніру
16 найкращих гравців сіяно до основної стадії та випадковим чином розіграно проти 16 учасників кваліфікації. Цифри в дужках після імен гравців позначають їхній посів, включно з відбірковим етапом. Гравці, що позначені жирним шрифтом, переможці поєдинку. Усі матчі були найкращими з 11 фреймів, крім фіналу, який був найкращим з 19 фреймів.
|  | 1-й раунд 25—28 листопада  | 1-й раунд 25—28 листопада |                            |                            | 2-й раунд 29—30 листопада | 2-й раунд 29—30 листопада |  |  | Чвертьфінал 1 грудня | Чвертьфінал 1 грудня |  |  | Півфінал 2 грудня | Півфінал 2 грудня |  |  | Фінал 3 грудня | Фінал 3 грудня |  |
|  |                            |                           |                            |                            |                           |                           |  |  |                      |                      |  |  |                   |                   |  |  |                |                |  |
|  | Марк Аллен (NIR) (1)       | 5                         |                            |                            |                           |                           |  |  |                      |                      |  |  |                   |                   |  |  |                |                |  |
|  | Марк Аллен (NIR) (1)       | 5                         |                            |                            |                           |                           |  |  |                      |                      |  |  |                   |                   |  |  |                |                |  |
|  | Дін Цзюньхуей (CHN) (17)   | 6                         |                            |                            |                           |                           |  |  |                      |                      |  |  |                   |                   |  |  |                |                |  |
|  | Дін Цзюньхуей (CHN) (17)   | 6                         |                            | Дін Цзюньхуей (CHN) (17)   | 6                         |                           |  |  |                      |                      |  |  |                   |                   |  |  |                |                |  |
|  |                            |                           |                            | Дін Цзюньхуей (CHN) (17)   | 6                         |                           |  |  |                      |                      |  |  |                   |                   |  |  |                |                |  |
|  |                            |                           | Том Форд (ENG) (16)        | 3                          |                           |                           |  |  |                      |                      |  |  |                   |                   |  |  |                |                |  |
|  | Том Форд (ENG) (16)        | 6                         | Том Форд (ENG) (16)        | 3                          |                           |                           |  |  |                      |                      |  |  |                   |                   |  |  |                |                |  |
|  | Том Форд (ENG) (16)        | 6                         |                            |                            |                           |                           |  |  |                      |                      |  |  |                   |                   |  |  |                |                |  |
|  | Ноппон Саенгхам (THA) (24) | 5                         |                            |                            |                           |                           |  |  |                      |                      |  |  |                   |                   |  |  |                |                |  |
|  | Ноппон Саенгхам (THA) (24) | 5                         |                            | Дін Цзюньхуей (CHN) (17)   | 6                         |                           |  |  |                      |                      |  |  |                   |                   |  |  |                |                |  |
|  |                            |                           |                            |                            |                           |                           |  |  |                      |                      |  |  |                   |                   |  |  |                |                |  |
|  |                            |                           | Марк Вільямс (WAL) (9)     | 5                          |                           |                           |  |  |                      |                      |  |  |                   |                   |  |  |                |                |  |
|  | Марк Вільямс (WAL) (9)     | 6                         | Марк Вільямс (WAL) (9)     | 5                          |                           |                           |  |  |                      |                      |  |  |                   |                   |  |  |                |                |  |
|  | Марк Вільямс (WAL) (9)     | 6                         |                            |                            |                           |                           |  |  |                      |                      |  |  |                   |                   |  |  |                |                |  |
|  | Фан Чженьї (CHN) (33)      | 4                         |                            |                            |                           |                           |  |  |                      |                      |  |  |                   |                   |  |  |                |                |  |
|  | Фан Чженьї (CHN) (33)      | 4                         |                            | Марк Вільямс (WAL) (9)     | 6                         |                           |  |  |                      |                      |  |  |                   |                   |  |  |                |                |  |
|  |                            |                           |                            | Марк Вільямс (WAL) (9)     | 6                         |                           |  |  |                      |                      |  |  |                   |                   |  |  |                |                |  |
|  |                            |                           | Джеймі Кларк (WAL) (60)    | 4                          |                           |                           |  |  |                      |                      |  |  |                   |                   |  |  |                |                |  |
|  | Кайрен Вілсон (ENG) (8)    | 5                         | Джеймі Кларк (WAL) (60)    | 4                          |                           |                           |  |  |                      |                      |  |  |                   |                   |  |  |                |                |  |
|  | Кайрен Вілсон (ENG) (8)    | 5                         |                            |                            |                           |                           |  |  |                      |                      |  |  |                   |                   |  |  |                |                |  |
|  | Джеймі Кларк (WAL) (60)    | 6                         |                            |                            |                           |                           |  |  |                      |                      |  |  |                   |                   |  |  |                |                |  |
|  | Джеймі Кларк (WAL) (60)    | 6                         |                            | Дін Цзюньхуей (CHN) (17)   | 6                         |                           |  |  |                      |                      |  |  |                   |                   |  |  |                |                |  |
|  |                            |                           |                            |                            |                           |                           |  |  |                      |                      |  |  |                   |                   |  |  |                |                |  |
|  |                            |                           | Джадд Трамп (ENG) (4)      | 4                          |                           |                           |  |  |                      |                      |  |  |                   |                   |  |  |                |                |  |
|  | Марк Селбі (ENG) (5)       | 6                         | Джадд Трамп (ENG) (4)      | 4                          |                           |                           |  |  |                      |                      |  |  |                   |                   |  |  |                |                |  |
|  | Марк Селбі (ENG) (5)       | 6                         |                            |                            |                           |                           |  |  |                      |                      |  |  |                   |                   |  |  |                |                |  |
|  | Марк Джойс (ENG) (62)      | 0                         |                            |                            |                           |                           |  |  |                      |                      |  |  |                   |                   |  |  |                |                |  |
|  | Марк Джойс (ENG) (62)      | 0                         |                            | Марк Селбі (ENG) (5)       | 6                         |                           |  |  |                      |                      |  |  |                   |                   |  |  |                |                |  |
|  |                            |                           |                            | Марк Селбі (ENG) (5)       | 6                         |                           |  |  |                      |                      |  |  |                   |                   |  |  |                |                |  |
|  |                            |                           | Баррі Гокінс (ENG) (12)    | 5                          |                           |                           |  |  |                      |                      |  |  |                   |                   |  |  |                |                |  |
|  | Баррі Гокінс (ENG) (12)    | 6                         | Баррі Гокінс (ENG) (12)    | 5                          |                           |                           |  |  |                      |                      |  |  |                   |                   |  |  |                |                |  |
|  | Баррі Гокінс (ENG) (12)    | 6                         |                            |                            |                           |                           |  |  |                      |                      |  |  |                   |                   |  |  |                |                |  |
|  | Бен Вулластон (ENG) (51)   | 4                         |                            |                            |                           |                           |  |  |                      |                      |  |  |                   |                   |  |  |                |                |  |
|  | Бен Вулластон (ENG) (51)   | 4                         |                            | Марк Селбі (ENG) (5)       | 3                         |                           |  |  |                      |                      |  |  |                   |                   |  |  |                |                |  |
|  |                            |                           |                            |                            |                           |                           |  |  |                      |                      |  |  |                   |                   |  |  |                |                |  |
|  |                            |                           | Джадд Трамп (ENG) (4)      | 6                          |                           |                           |  |  |                      |                      |  |  |                   |                   |  |  |                |                |  |
|  | Джек Лісовський (ENG) (13) | 4                         | Джадд Трамп (ENG) (4)      | 6                          |                           |                           |  |  |                      |                      |  |  |                   |                   |  |  |                |                |  |
|  | Джек Лісовський (ENG) (13) | 4                         |                            |                            |                           |                           |  |  |                      |                      |  |  |                   |                   |  |  |                |                |  |
|  | Джеймі Джонс (WAL) (45)    | 6                         |                            |                            |                           |                           |  |  |                      |                      |  |  |                   |                   |  |  |                |                |  |
|  | Джеймі Джонс (WAL) (45)    | 6                         |                            | Джеймі Джонс (WAL) (45)    | 0                         |                           |  |  |                      |                      |  |  |                   |                   |  |  |                |                |  |
|  |                            |                           |                            | Джеймі Джонс (WAL) (45)    | 0                         |                           |  |  |                      |                      |  |  |                   |                   |  |  |                |                |  |
|  |                            |                           | Джадд Трамп (ENG) (4)      | 6                          |                           |                           |  |  |                      |                      |  |  |                   |                   |  |  |                |                |  |
|  | Джадд Трамп (ENG) (4)      | 6                         | Джадд Трамп (ENG) (4)      | 6                          |                           |                           |  |  |                      |                      |  |  |                   |                   |  |  |                |                |  |
|  | Джадд Трамп (ENG) (4)      | 6                         |                            |                            |                           |                           |  |  |                      |                      |  |  |                   |                   |  |  |                |                |  |
|  | Пан Цзуньсюй (CHN) (34)    | 1                         |                            |                            |                           |                           |  |  |                      |                      |  |  |                   |                   |  |  |                |                |  |
|  | Пан Цзуньсюй (CHN) (34)    | 1                         |                            | Дін Цзюньхуей (CHN) (17)   | 7                         |                           |  |  |                      |                      |  |  |                   |                   |  |  |                |                |  |
|  |                            |                           |                            |                            |                           |                           |  |  |                      |                      |  |  |                   |                   |  |  |                |                |  |
|  |                            |                           | Ронні О'Салліван (ENG) (3) | 10                         |                           |                           |  |  |                      |                      |  |  |                   |                   |  |  |                |                |  |
|  | Ронні О'Салліван (ENG) (3) | 6                         | Ронні О'Салліван (ENG) (3) | 10                         |                           |                           |  |  |                      |                      |  |  |                   |                   |  |  |                |                |  |
|  | Ронні О'Салліван (ENG) (3) | 6                         |                            |                            |                           |                           |  |  |                      |                      |  |  |                   |                   |  |  |                |                |  |
|  | Ентоні Макгіл (SCO) (21)   | 2                         |                            |                            |                           |                           |  |  |                      |                      |  |  |                   |                   |  |  |                |                |  |
|  | Ентоні Макгіл (SCO) (21)   | 2                         |                            | Ронні О'Салліван (ENG) (3) | 6                         |                           |  |  |                      |                      |  |  |                   |                   |  |  |                |                |  |
|  |                            |                           |                            | Ронні О'Салліван (ENG) (3) | 6                         |                           |  |  |                      |                      |  |  |                   |                   |  |  |                |                |  |
|  |                            |                           | Роберт Мілкінс (ENG) (14)  | 5                          |                           |                           |  |  |                      |                      |  |  |                   |                   |  |  |                |                |  |
|  | Роберт Мілкінс (ENG) (14)  | 6                         | Роберт Мілкінс (ENG) (14)  | 5                          |                           |                           |  |  |                      |                      |  |  |                   |                   |  |  |                |                |  |
|  | Роберт Мілкінс (ENG) (14)  | 6                         |                            |                            |                           |                           |  |  |                      |                      |  |  |                   |                   |  |  |                |                |  |
|  | Тепчайя Ун-Нуг (THA) (40)  | 5                         |                            |                            |                           |                           |  |  |                      |                      |  |  |                   |                   |  |  |                |                |  |
|  | Тепчайя Ун-Нуг (THA) (40)  | 5                         |                            | Ронні О'Салліван (ENG) (3) | 6                         |                           |  |  |                      |                      |  |  |                   |                   |  |  |                |                |  |
|  |                            |                           |                            |                            |                           |                           |  |  |                      |                      |  |  |                   |                   |  |  |                |                |  |
|  |                            |                           | Чжоу Юелунь (CHN) (26)     | 5                          |                           |                           |  |  |                      |                      |  |  |                   |                   |  |  |                |                |  |
|  | Джон Гіггінс (SCO) (11)    | 6                         | Чжоу Юелунь (CHN) (26)     | 5                          |                           |                           |  |  |                      |                      |  |  |                   |                   |  |  |                |                |  |
|  | Джон Гіггінс (SCO) (11)    | 6                         |                            |                            |                           |                           |  |  |                      |                      |  |  |                   |                   |  |  |                |                |  |
|  | Джо О'Коннор (ENG) (38)    | 3                         |                            |                            |                           |                           |  |  |                      |                      |  |  |                   |                   |  |  |                |                |  |
|  | Джо О'Коннор (ENG) (38)    | 3                         |                            | Джон Гіггінс (SCO) (11)    | 3                         |                           |  |  |                      |                      |  |  |                   |                   |  |  |                |                |  |
|  |                            |                           |                            | Джон Гіггінс (SCO) (11)    | 3                         |                           |  |  |                      |                      |  |  |                   |                   |  |  |                |                |  |
|  |                            |                           | Чжоу Юелунь (CHN) (26)     | 6                          |                           |                           |  |  |                      |                      |  |  |                   |                   |  |  |                |                |  |
|  | Ніл Робертсон (AUS) (6)    | 2                         | Чжоу Юелунь (CHN) (26)     | 6                          |                           |                           |  |  |                      |                      |  |  |                   |                   |  |  |                |                |  |
|  | Ніл Робертсон (AUS) (6)    | 2                         |                            |                            |                           |                           |  |  |                      |                      |  |  |                   |                   |  |  |                |                |  |
|  | Чжоу Юелунь (CHN) (26)     | 6                         |                            |                            |                           |                           |  |  |                      |                      |  |  |                   |                   |  |  |                |                |  |
|  | Чжоу Юелунь (CHN) (26)     | 6                         |                            | Ронні О'Салліван (ENG) (3) | 6                         |                           |  |  |                      |                      |  |  |                   |                   |  |  |                |                |  |
|  |                            |                           |                            |                            |                           |                           |  |  |                      |                      |  |  |                   |                   |  |  |                |                |  |
|  |                            |                           | Хоссейн Вафаей (IRN) (18)  | 2                          |                           |                           |  |  |                      |                      |  |  |                   |                   |  |  |                |                |  |
|  | Шон Мерфі (ENG) (7)        | 4                         | Хоссейн Вафаей (IRN) (18)  | 2                          |                           |                           |  |  |                      |                      |  |  |                   |                   |  |  |                |                |  |
|  | Шон Мерфі (ENG) (7)        | 4                         |                            |                            |                           |                           |  |  |                      |                      |  |  |                   |                   |  |  |                |                |  |
|  | Хоссейн Вафаей (IRN) (18)  | 6                         |                            |                            |                           |                           |  |  |                      |                      |  |  |                   |                   |  |  |                |                |  |
|  | Хоссейн Вафаей (IRN) (18)  | 6                         |                            | Хоссейн Вафаей (IRN) (18)  | 6                         |                           |  |  |                      |                      |  |  |                   |                   |  |  |                |                |  |
|  |                            |                           |                            | Хоссейн Вафаей (IRN) (18)  | 6                         |                           |  |  |                      |                      |  |  |                   |                   |  |  |                |                |  |
|  |                            |                           | Метью Селт (ENG) (29)      | 1                          |                           |                           |  |  |                      |                      |  |  |                   |                   |  |  |                |                |  |
|  | Алі Картер (ENG) (10)      | 3                         | Метью Селт (ENG) (29)      | 1                          |                           |                           |  |  |                      |                      |  |  |                   |                   |  |  |                |                |  |
|  | Алі Картер (ENG) (10)      | 3                         |                            |                            |                           |                           |  |  |                      |                      |  |  |                   |                   |  |  |                |                |  |
|  | Метью Селт (ENG) (29)      | 6                         |                            |                            |                           |                           |  |  |                      |                      |  |  |                   |                   |  |  |                |                |  |
|  | Метью Селт (ENG) (29)      | 6                         |                            | Хоссейн Вафаей (IRN) (18)  | 6                         |                           |  |  |                      |                      |  |  |                   |                   |  |  |                |                |  |
|  |                            |                           |                            |                            |                           |                           |  |  |                      |                      |  |  |                   |                   |  |  |                |                |  |
|  |                            |                           | Чжан Аньда (CHN) (15)      | 4                          |                           |                           |  |  |                      |                      |  |  |                   |                   |  |  |                |                |  |
|  | Чжан Аньда (CHN) (15)      | 6                         | Чжан Аньда (CHN) (15)      | 4                          |                           |                           |  |  |                      |                      |  |  |                   |                   |  |  |                |                |  |
|  | Чжан Аньда (CHN) (15)      | 6                         |                            |                            |                           |                           |  |  |                      |                      |  |  |                   |                   |  |  |                |                |  |
|  | Елліот Слессор (ENG) (55)  | 5                         |                            |                            |                           |                           |  |  |                      |                      |  |  |                   |                   |  |  |                |                |  |
|  | Елліот Слессор (ENG) (55)  | 5                         |                            | Чжан Аньда (CHN) (15)      | 6                         |                           |  |  |                      |                      |  |  |                   |                   |  |  |                |                |  |
|  |                            |                           |                            | Чжан Аньда (CHN) (15)      | 6                         |                           |  |  |                      |                      |  |  |                   |                   |  |  |                |                |  |
|  |                            |                           | Лука Бресель (BEL) (2)     | 4                          |                           |                           |  |  |                      |                      |  |  |                   |                   |  |  |                |                |  |
|  | Лука Бресель (BEL) (2)     | 6                         | Лука Бресель (BEL) (2)     | 4                          |                           |                           |  |  |                      |                      |  |  |                   |                   |  |  |                |                |  |
|  | Лука Бресель (BEL) (2)     | 6                         |                            |                            |                           |                           |  |  |                      |                      |  |  |                   |                   |  |  |                |                |  |
|  | Юан Сіжунь (CHN) (43)      | 4                         |                            |                            |                           |                           |  |  |                      |                      |  |  |                   |                   |  |  |                |                |  |

### Фінал
| Фінал: найкращий з 19 кадрів. Арбітр: Роб Спенсер York Barbican, Йорк, Англія, 3 грудня 2023 |                  |                         |
| Дін Цзюньхуей КНР | 7 – 10           | Ронні О'Салліван Англія |
| Післяобідній час: 0 – 96 (71), (63) 63 – 71 (71), 38 – 91 (91), (89) 99 – 31, 49 – 60, 71 – 19, (114) 115 – 0, (70)) 76 – 0 Вечір: 0 – 89 (84), (56) 56 – 2, 6 – 127 (87), 6 – 80 (79), (52) 70 – 4, (104) 104 – 4, 0 – 100 (100), 8 – 87 (74), 6 – 134 (129) |                  |                         |
| 114 | Найвищий розрив  | 129                     |
| 2 | Перерви століття | 2                       |
| 7 | 50+ перерв       | 9                       |

## Жеребкування до відбіркового етапу
Жеребкування відбіркового етапу турніру показано нижче. Цифри в дужках після імен гравців позначають 112 сіяних гравців, а гравці, виділені жирним шрифтом, позначають переможців матчу. Усі матчі були найкращими з 11 фреймів.

## Сотенні серії

### Основний етап
Всього в основній стадії турніру було зроблено 63 сенчурі-брейки.
 

### Відбірковий етап
Всього на відбірковому етапі турніру було зроблено 80 сенчурі-брейків.
 